# 罗东 (卢瓦-谢尔省)
罗东（法語：Rhodon，法語發音：[ʁɔdɔ̃]）是法国卢瓦-谢尔省的一个市镇，属于旺多姆区。

## 地理
罗东（47°45'12"N, 1°16'2"E）面积7.12 平方千米，位于法国中央-卢瓦尔河谷大区卢瓦-谢尔省，该省份为法国中北部省份，北起厄尔-卢瓦省，东北接卢瓦雷省，东南接谢尔省，南至安德尔省，西南接安德尔-卢瓦尔省，西北接萨尔特省。
与罗东接壤的市镇（或旧市镇、城区）包括：布瓦索、博斯地区尚皮尼、科南、瑟洛姆、新乌克。

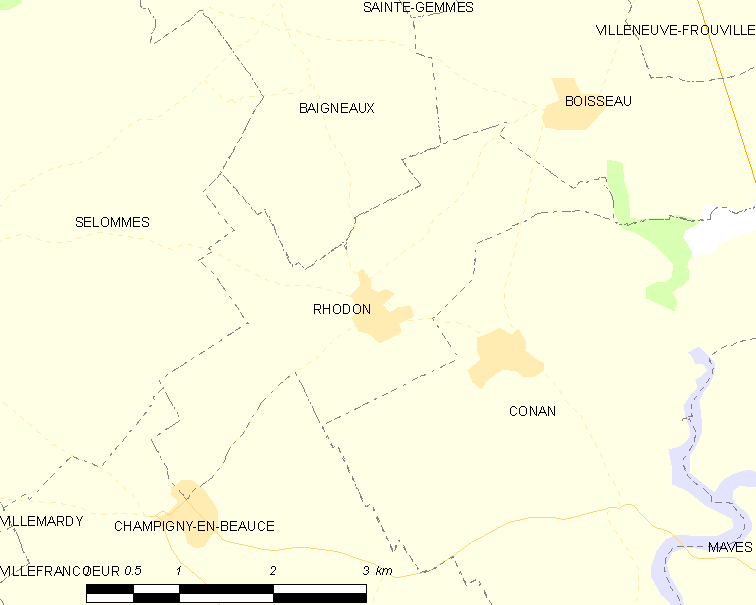
的OSM定位图

罗东的时区为UTC+01:00、UTC+02:00（夏令时）。

## 行政
罗东的邮政编码为41290，INSEE市镇编码为41188。

## 政治
罗东所属的省级选区为拉博斯县。

## 人口

1962-2008年间人口变化图示

罗东于2022年1月1日时的人口数量为116人。